# TVP1
TVP1 (tiếng Ba Lan: TVP Jeden) là kênh truyền hình quốc gia thuộc sở hữu của Đài Truyền hình Ba Lan. TVP1 là kênh truyền hình đầu tiên tại Ba Lan phát sóng từ năm 1952 và là kênh truyền hình có lượng khán giả xem nhiều nhất hiện nay.